# تعلیم و تربیت در آئین بهائی
تعلیم و تربیت در آئین بهائی به عنوان یکی از عوامل اصلی پیشرفت معنوی و مادی فرد و اجتماع در نظر گرفته می‌شود که هدف از آن توانمندسازی فرد برای خدمت به جامعه است. آثار بهائی بر وظیفه پدر و مادر در تربیت فرزندان به خصوص فرزندان دختر، لزوم تربیت معنوی و اخلاقی فرد، آشناییِ با آموزه‌های دینی به نحوی که منجر به بنیادگرایی و تعصب مذهبی نشود، تعلیم و آموزش انسانی از جمله کسب علم و یادگیری فن و حرفه، اهمیّت یادگیریِ هنرها از جمله هنر نمایش و موسیقی، آموزش اطفال بر اساس نیازهای فردی کودک، متعارف‌سازی معیارهای آموزشی و پرورشی، شروع آموزشِ رسمیِ دختران و پسران از همان ابتدای کودکی، تأکید بر تربیت بدنی و ورزش، آموختنِ زبان‌های جدید و کسب مهارت‌های مفید جهت خدمت به نوع انسان، یادگیری گروهی از طریق مشورت، یادگیری تعاملی از طریق بازی، پرهیز از تنبیه بدنی، شخصیت‌سازی به‌عنوان مهم‌ترین هدف از تحصیل در مدارس، خدمت به نوع بشر و تأکید بر اصل جهان-شمول یادگیری به عنوان عاملِ برقراری صلح در عالم تأکید می‌کند.
از جمله فعالیتهای بهائیان در زمینه تعلیم و تربیت می‌توان به تأسیس گسترده مدارس نوین، تأسیس دانشگاه علمی آزاد در ایران و فعالیتهای جامعه‌سازی بهائیان در سراسر دنیا اشاره کرد.

## اهمیت تعلیم و تربیت
در آئین بهائی تأکید زیادی بر اهمیت تعلیم و تربیت وجود دارد و تعلیم و تربیت به عنوان یکی از عوامل اصلی پیشرفت معنوی و مادی فرد و اجتماع در نظر گرفته می‌شود. آثار بهائی بیان می‌کنند که با تعلیم و تربیت است که استعدادهای و توانمندی‌های بالقوه افراد پرورش می‌یابد. یکی از اهداف تعلیم و تربیت در آئین بهائی توانمندسازی افراد برای خدمت به جامعه است. آثار بهائی یکی از وظایف اصلی والدین را تعلیم و تربیت فرزندان خود می‌داند و به خصوص تأکید ویژه ای بر تعلیم و تربیت فرزندان دختر قرار می‌دهد زیرا در آینده به عنوان مادر نسل بعد را پرورش می‌دهند. تعالیم بهائی هم به لزوم تربیت معنوی و اخلاقی فرد و هم به تعلیم و آموزش انسانی از جمله کسب علم و یادگیری هنر و فن و حرفه تأکید دارند.
بهاءالله نه تنها علم را ابزاری جهت وسعت بخشیدن به اندیشه و نظر می‌داند، بلکه از آن به عنوان کیفیتی روحانی یاد می‌کند که باید در اختیار عموم قرار گیرد تا آنان را به منقبتِ انسانی خود رهنمون سازد. به تعبیر وی: 
سببِ علوّ وجود و سُمُوِّ آن، علوم و فنون و صنایع است، علم به منزلهٔ جناح (بال) است از برای وجود و مرقات (نردبان) است از برای صعود، تحصیلش بر کلّ لازم ولکن علومی که اهل ارض از آن منتفع شوند … فی‌الحقیقه کنزِ حقیقی از برای انسان علم اوست و اوست علّتِ عزّت و نعمت و فرح و نشاط و بهجت و انبساط…
عبدالبهاء در اکتبر ۱۹۱۱ درطی یک سخنرانی در دانشگاه استنفورد بیان می‌دارد که بزرگترین دستاوردهای بشر ماهیتی علمی دارد. به گفته او بالاترین ستایش از آنِ افرادی است که نیروی خود را وقف علم می کنند و انجمن‌های علمی شریف‌ترین مراکز جامعه بشری هستند. عبدالبهاء قوه عقل را برترین هدیه خداوند و تجلی او می‌داند.

## ویژگی‌ها
بهاءالله هر پدری را موظّف و مسئولِ آموزش خط و سواد به اطفال خویش دانسته و توصیه می‌کند که والدین بخشی از درآمد خود را صرف امور آموزشی فرزندانشان نمایند. علاوه بر این، بهاءاللّه تأکید می‌کند که اگر پدری عمداً در تربیت فرزندان خود کوتاهی نماید، حق پدری از او سلب یا به اصطلاح امروزی، حق حضانت فرزندان از او گرفته خواهد شد. در قانون ارث بهائی، در صورت عدم وجود وصیت‌نامه، معلمان بخش کوچکی از اموال شخص متوفی را به ارث می‌برند، که این امر نشانه‌ای از اهمیّت بخشیدن به تحصیل علم و جایگاه ویژهٔ معلّم به عنوان عضو روحانی خانواده می‌باشد. در آثار بهائی آمده‌است که در صورت ناکافی بودن امکانات مالی خانواده، باید اولویت حقِّ تحصیل به فرزندان دختر داده شود، زیرا ایشان مادران آینده‌اند و اوّل مربّی طفل مادر است.
بهاءاللّه توصیه کرده‌است که آموزش اصول دین باید در مدارس انجام شود ولی نباید به نحوی باشد که منجر به تعصبات و بنیادگرایی مذهبی شود به گفته او «دارالتعلیم باید در ابتدا اولاد را به شرط دین تعلیم دهند … ولکن به قدری که به تعصّب و حمیّهٔ جاهلیّه منجر و منتهی نگردد.»
عبدالبهاء، پسر ارشد بهاءاللّه و جانشین او، نیز مطالب زیادی در مورد اهمّیت تعلیم و تربیت مرقوم داشته‌است. آرمان‌های نوگرای او همواره با طیف وسیعی از نکات پیشرو تربیتی در ارتباط می‌باشد که از جمله می‌توان به آموزش اطفال بر اساس نیازهای فردی کودک، متعارف‌سازی معیارهای آموزشی و پرورشی، شروع آموزشِ رسمیِ دختران و پسران از همان ابتدای کودکی، اهمیّت یادگیریِ هنرها از جمله هنر نمایش و موسیقی، تأکید بر تربیت بدنی و ورزش علاوه بر آشناییِ با آموزه‌های دینی، آموختنِ زبان‌های جدید و کسب مهارت‌های مفید جهت خدمت به نوع انسان، اشاره کرد.
علاوه بر این، آموزه‌های بهائی از شیوه‌های نوین آموزشی نظیر یادگیری گروهی از طریق مشورت، یادگیری تعاملی از طریق بازی برای کودکان در مهد کودک‌ها، پرهیز از تنبیه بدنی، شخصیت‌سازی به‌عنوان مهم‌ترین هدف از تحصیل در مدارس، خدمت به نوع بشر و تأکید بر اصل جهان-شمول یادگیری به عنوان عاملِ برقراری صلح در عالم، حمایت می‌کند. نکتهٔ قابل توجّه آن که این اصول آموزشی همه به عنوان بخش‌های ضروری برنامهٔ درسی مدارس در اوایل قرن ۱۹ میلادی توصیه شده‌اند.

## مؤسسات آموزشی بهائی

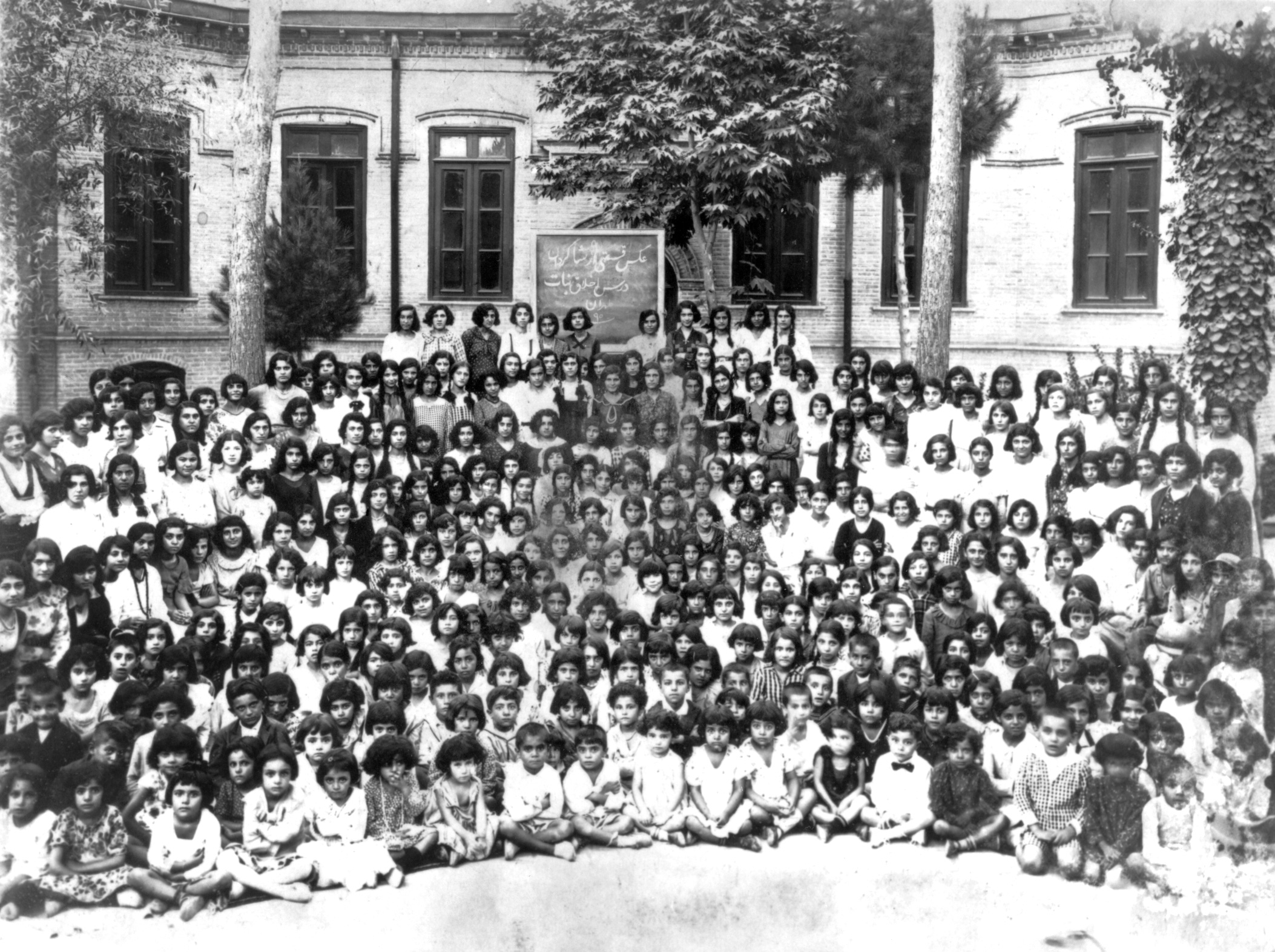
تجمع جوانان در ۱۳ مرداد ۱۳۳۲ در مدرسه دخترانه بهائی تربیت تهران. در سال ۱۹۳۴، حداقل ۴۷ مدرسه از این قبیل که توسط بهائیان اداره می شد، به اجبار در زمان حکومت پهلوی بسته شد.

### ایران
بهائیان فعالیت‌های گسترده‌ای در ایجاد مدارس نوینِ دخترانه و پسرانه در ایران داشتند. آنان در اواخر قرن نوزدهم با تشویقها و راهنمایی‌های عبدالبهاء در بسیاری از نقاط ایران، از روستاهای کوچک گرفته تا شهرهای بزرگ مدارس نوینی برپا کردند که پذیرای همه افراد فارغ از دین و جنسیت بود. در این مدارس دانش آموزان با علوم و هنرهای مدرن آشنا می‌شدند.
با رهنمودهای عبدالبهاء، بیش از ۳۰ مدرسهٔ بهائی به تدریج، و هر وقت که موقعیتی دست می‌داد، در سراسر ایران و در چند محل در هندوستان، مصر، ترکیه، فلسطین و روسیه تأسیس گردیدند. اوّلین مدارس بهائی که از طرف جامعهٔ بهائی حمایت، مدیریت و تأمین مالی می‌شدند، در تهران و عشق آباد تأسیس شدند، و بعد از راه اندازی این مدارس، مدارسی هم در روسیه، ترکمنستان، و متعاقب آن مدرسه توکل در قزوین تأسیس گردیدند، و سپس مدارس تأیید و محبت (برای دختران) در همدان، وحدت بشر در کاشان، معرفت در آران (نزدیک کاشان)، مدرسهٔ ترقی در شهمیرزاد (نزدیک سمنان)، میثاقیه در نیریز، و مدارسی هم در آباده، قمرود (نزدیک کاشان)، نجف آباد، بهنمیر (نزدیک ساری)، مریم‌آباد و مهدی‌آباد، بارفروش، ساری، بشرویه (در خراسان)، اشتهارد (نزدیک کرج)، و مدارس دیگری در خارج از ایران در تاشکند، مرو، اسکندرون (در ترکیه)، دایدانو (در برمه) تأسیس شدند. این مدارس بهائی نه تنها کودکان بهائی را به خود جلب کرده بودند بلکه طولی نکشید که در آموزش و تربیت آنقدر توانمند و معتبر گشتند که کودکان دیگر ادیان و طبقه‌های مختلف اجتماعی را هم به خود جذب نمودند.
مدرسهٔ تربیت در تهران در سال ۱۲۷۶ شمسی تأسیس گردید و دو سال پس از تأسیس آن، حکومت آن را به رسمیت شناخت. مؤسّس مدرسهٔ تربیت، میرزا حسن ادیب بود. طولی نکشید که مدرسهٔ تربیت به خاطر زحمات مربیانش، برنامه‌های آموزشی با کیفیت و مدرن آن، و نظم و انضباط بالای آن، تبدیل به یکی از بهترین و مشهورترین مدارس ایران گشت. مدرسهٔ تربیت ابتدا در سال‌های اوّلیّهٔ تأسیس خود، توسط افراد بهائی حمایت مالی می‌شد، امّا همچنان که در سال‌های بعد توسعه یافت، محفل روحانی محلی تهران لجنه‌ای را برای مدیریت آن تشکیل داد. در میان مدیران اوّلیّهٔ این مدرسه، دکتر عطاالله بخشایش و دکتر محمد منجّم را می‌توان نام برد. بعد از آنها، عزیزالله مصباح و علی اکبر فروتن از مدیران آن شدند. بر اساس گزارشی، این مدرسه در سال ۱۲۹۰ شمسی مجموعاً ۳۷۱ دانش‌آموز در ۸ سطوح درسی (در ۱۱ کلاس درس)، ۱۸ نفر کادر تدریس، و ۴ نفر پرسنل داشت. تا سال ۱۳۱۱ شمسی، این مدرسه ۶ سطوح درسی مقدماتی و ۴ سطوح درسی متوسطه ارائه می‌داده‌است، که از ۲۶ مربی آن، ۲۰ نفر بهائی، و از ۵۴۱ دانش آموز آن ۳۳۹ نفر بهائی، ۱۷۵ نفر مسلمان، ۲۱ نفر مسیحی، ۴ نفر یهودی و ۲ نفر زرتشتی بودند.
تأسیس مدرسهٔ تربیت برای دختران در تهران در پی تأکید عبدالبهاء مبنی بر اهمیت آموزش دختران بود. این مدرسه توسط دکتر عطاالله بخشایش در سال ۱۲۹۰ شمسی، به کمک تعدادی از بهائیان آمریکایی با نام‌های، خانم لیلیان کُپس، دکتر سوزان مودی، دکتر جنی‌ویو کُی، و خانم ادلاید شارپ و با همکاری نزدیک همکاران بهائی ایرانی و غیر بهائی وی تأسیس گردید. این مدرسه با ۶ سطوح درسی آغاز به کار کرد و برای دختران تا سنّ ۲۰ سالگی دروس ویژه‌ای داشت. گنجایش این مدرسه در حدود سال ۱۲۹۸ شمسی به ۴۰۰ دانش‌آموز رسید. گنجایش این مدرسه در ده سال پس از آن توسعه یافته توان ارائهٔ ۱۱ سطوح درسی به ۷۱۹ دانش‌آموز را، که ۳۵۹ نفر از آن‌ها بهائی، ۳۵۲ نفر مسلمان و ۸ نفر یهودی بودند پیدا کرد.
در ۱۳۱۳ شمسی دولت رضا شاه به دلیل اینکه یکی از مدارس بهائی در یکی از روزهای تعطیلی بهائی مدرسه را بسته بود، حکم تعطیلی دائم حدود ۶۰ مدرسهٔ بهائی را صادر کرد.

#### دانشگاه علمی آزاد

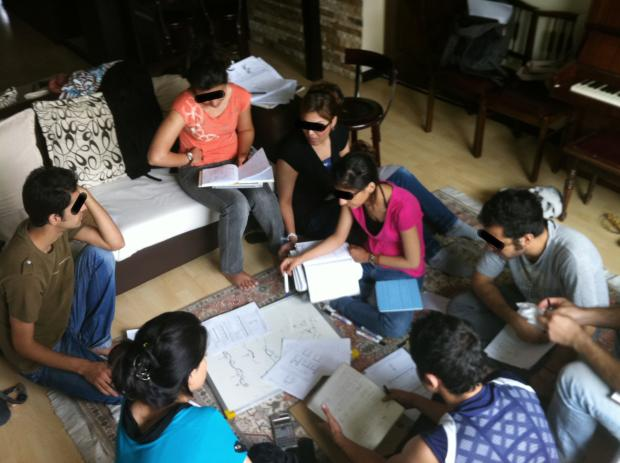
عکسی از برخی از دانشجویان مؤسسه آموزش عالی بهائی

از دیگر نمونه‌های تلاش‌های جامعه بهائی ایران برای امر آموزش تأسیس دانشگاه علمی آزاد است که در سال ۱۳۶۶ به منظور فراهم کردن امکان تحصیلات عالیه برای بهائیان محروم از تحصیل ایجاد شد. دانشگاه علمی آزاد به عنوان یکی از معدود موسسات خودجوش شناخته می‌شود که در یک جامعهٔ بسته و محدود امکان تحصیلات دانشگاهی را برای محرومان از این حق فراهم می‌کند. همچنین از این دانشگاه به عنوان نمونه‌ای از استقامت سازنده و صلح‌آمیز علیه ظلم و ستم و مثالی از توان‌مندسازی از طریق آموزش یاد می‌شود. نتایج مطالعاتی که بر روی دانشگاه علمی آزاد صورت گرفته نشان می‌دهد که این دانشگاه یک «فضای اجتماعی» برای دانشجویان و استادان فراهم می‌آورد که بتوانند با همسالان و همکارانی که به مانند خود از آزار و اذیت و تبعیض مذهبی رنج می‌برند ارتباط برقرار کنند، از نظر آکادمیک و اجتماعی فعال باقی بمانند و اصولی همچون یادگیری، تاب آوری به پشتوانهٔ حمایت‌های بین‌المللی و فداکاری‌های جامعه، خدمت به جامعه، و مقاومت در برابر محرومیت‌های اجتماعی-سیاسی را جامهٔ عمل بپوشانند.

### سایر کشورها
افراد و مؤسسات بهائی در سراسر جهان، تعداد زیادی مدرسه، دانشگاه، ایستگاه رادیویی، مرکز آموزشی و سایر پروژه‌های اجتماعی-اقتصادی مردمی را برای استفادهٔ افراد مختلف با پیشینه‌های گوناگون تأسیس کرده‌اند. طبق آمار سال ۲۰۰۷ بیش از ۱۷۰۰ پروژه بهائی در زمینه امور تربیتی وجود دارد که عمدتاً در کشورهای در حال توسعه صورت می‌گیرند. این برنامه‌ها در زمینهٔ آموزش خواندن و نوشتن، یادگیری حساب، حفظ محیط زیست و کشاورزی، پیشرفت امور زنان، مراقبت‌های بهداشتی، پیشگیری از اعتیاد و پرورش فرزندان مشغول به فعالیّت می‌باشند. تلاش آنها به‌طور مستمر در جهت توسعهٔ برنامه‌های درسی جدید با بررسی فرایندها و اهمیت به‌کارگیری ارزش‌های روحانی در مفاهیم و شیوه‌های آموزشی است که از جملهٔ مؤلفه‌های خدماتی به جامعهٔ وسیع‌تر محسوب می‌شوند.
نمونه‌های موفق این ابتکارات آموزشی در سراسر جهان، که همگی از آموزه‌های بهائی الهام گرفته‌اند، شامل موارد زیر می‌باشد:
- ‌ دانشگاه نور در بولیوی[۴]
- ‌ مدرسهٔ بین‌المللی ماکسول در کانادا[۴]
- ‌ مدرسهٔ ملل در ماکائو[۴]
- کالج یرینبول در استرالیا[۴]
- ‌ مدرسهٔ بنانی در زامبیا[۴]
- مدرسهٔ بین‌المللی توشند در جمهوری چک[۴]
- ‌ مدرسهٔ سنتی‌هام در تایلند[۴]
- مدرسهٔ اقیانوس نور در تونگا[۴]
- مدرسهٔ ملل در برزیل[۴]
- ‌ مؤسسهٔ حرفه‌ای بارلی برای زنان روستایی در هند[۴]
- بنیاد مونا،  یک سازمان غیرانتفاعی است که از طرح‌های مردمی با تمرکز بر آموزش و ارتقای جایگاه زنان و دختران در ایالات متحده و خارج از آن حمایت می‌کند.[۱۵]
- ‌ مدرسهٔ سیتی مونته‌سوری در هند که در سال ۲۰۰۲ برندهٔ «جایزهٔ یونسکو برای آموزش صلح» شد[۴]
- فوندائیک، مخفف عبارت «بنیاد کاربرد و آموزش علوم» در زیان اسپانیایی است، یک سازمان غیرانتفاعی و غیردولتی است که بر آموزش و توسعه در مناطق روستایی کلمبیا و سایر کشورهای آمریکای لاتین تمرکز دارد.[۱۶]
- بنیاد کاربردی-آموزشی علوم کلمبیا که توسط باشگاه بخارست به عنوان «بهترین پروژهٔ آموزشی زمان» شناخته شده‌است [۴]

فعالیت‌های این مؤسسات همگی توسط بیت العدل اعظم، هیئت حاکمهٔ بین‌المللی بهائی، و از طریق دفتر توسعهٔ اجتماعی و اقتصادی آن مجمع هدایت می‌شوند.
علاوه بر کلاس‌های مطالعه غیررسمی در مورد تعالیم بهائی، جامعه جهانی بهائی شبکه‌ای متشکل از ۳۰۰ مؤسسه آموزشی در سراسر جهان ترتیب داده‌است که برنامه‌های رسمی آموزش بهائی را ارائه می‌کنند و تاکنون صدها هزار بزرگسال و جوان را در سراسر جهان پوشش داده‌اند. بهائیان بیش از ۶۰ هزار کلاس تعلیم و تربیت کودکان و گروه‌های توان‌افزایی نوجوانان (۱۲–۱۵ ساله) برگزار می‌کنند که به روی همگان باز هستند، و تا کنون بیش از ۷۰ هزار پروژهٔ کوتاه‌مدت توسعهٔ اجتماعی و اقتصادی را به انجام رسانده‌اند و در حال حاضر ۱۵۰۰ پروژهٔ بلندمدت توسعه در جریان دارند. آن‌ها همچنین بیش از ۱۵۰ سازمان برای توسعه اجتماعی و اقتصادی در نقاط مختلف جهان تأسیس کرده‌اند.
در مقیاسی وسیع تر، جامعهٔ جهانی بهائی، از سال ۱۹۴۸ از جایگاه خود به عنوان یک سازمان بین‌المللی غیردولتیِ عضو سازمان ملل متحد استفاده و از طریق موضعِ مشورتی خود در این سازمان، به حمایت گسترده از برنامه‌های آموزشی و اخلاقیِ عمومی در مجامع بین‌المللی نظیر صندوق کودکان (یونیسف) (UNICEF) و شورای اقتصادی و اجتماعی سازمان ملل متحد (ECOSOC) می‌پردازد.

## فعالیتهای جامعه سازی
جوامع بهائی از اواخر قرن بیستم شروع به تأسیس شبکه‌ای از مؤسسات آموزشی در سراسر جهان نمودند. این موسسات بر تربیت منابع انسانی برای فرایند جامعه‌سازی متمرکز هستند، و کلاسهایی برای تعلیم و تربیت روحانی کودکان، و توان‌افزایی نوجوانان ارائه می‌دهند. گروه‌های توان‌افزایی نوجوانان پتانسیل روحانی و فکری این گروه سنی را به روش‌های سیستماتیک تقویت می‌کنند تا آنها را به عوامل سازنده تغییر در جوامع خود تبدیل نمایند. بهائیان در حال حاضر در سراسر جهان بیش از ۶۰ هزار کلاس تعلیم و تربیت کودکان و گروه‌های توان‌افزایی نوجوانان (۱۲–۱۵ ساله) برگزار می‌کند که به روی همگان باز هستند.